# Biomecánica

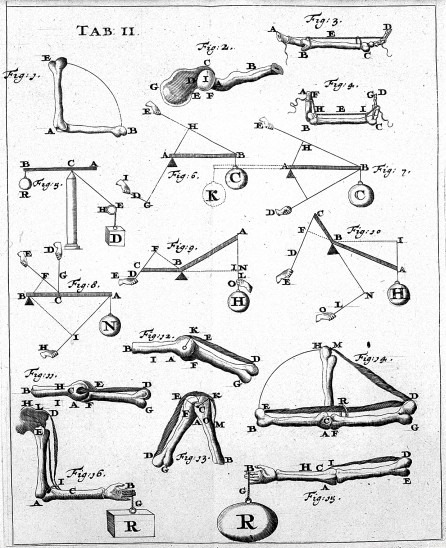
Página de una de las primeras obras de biomecánica (De Motu Animalium de Giovanni Alfonso Borelli), 1680.

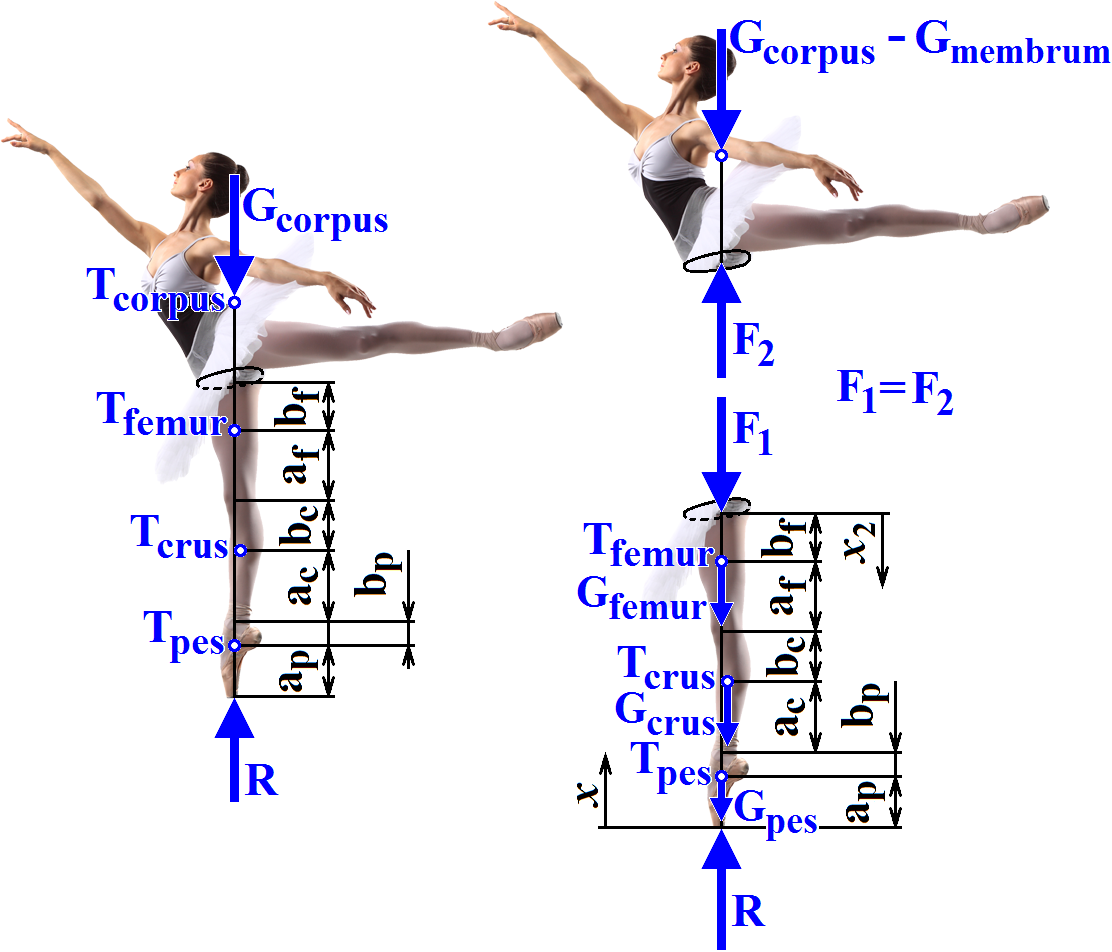
Estudio de descomposición de fuerzas en un momentum de un paso de bailarina de Ballet.

La biomecánica es el estudio de la estructura, función, movimiento y comportamiento mecánico de los sistemas biológicos, utilizando los métodos de la mecánica. Más concretamente, esta disciplina tiene por objeto el estudio de las estructuras de carácter mecánico que existen en los seres vivos, fundamentalmente del cuerpo humano. Esta área de conocimiento se apoya en diversas Ciencias biológicas , como la bioingeniería, biosanitaria, biomedicina todas ellas subconocimientos de la biología integrativa avanzada y con su prefijo bio, utilizando los conocimientos de la mecánica, la ingeniería, la anatomía, la fisiología y otras disciplinas, para estudiar el comportamiento del cuerpo humano y resolver los problemas derivados de las diversas condiciones a las que puede verse sometido. La biomecánica es una rama de la biofísica. 
La biomecánica en actividades deportivas, buscará aumentar la eficiencia del sistema, reducir las potenciales lesiones derivadas de cada gesto deportivo y localizar posibles causas que al deportista le estén generando disfución. 
La biomecánica está íntimamente ligada a la biónica y usa algunos de sus principios, ha tenido un gran desarrollo en relación con las aplicaciones de la ingeniería a la medicina, la bioquímica y el medio ambiente, tanto a través de modelos matemáticos para el conocimiento de los sistemas biológicos como en lo que respecta a la realización de partes u órganos del cuerpo humano y también en la utilización de nuevos métodos diagnósticos.
Una gran variedad de aplicaciones incorporadas a la práctica médica; desde la clásica pata de palo, a las sofisticadas ortopedias con mando mioeléctrico y de las válvulas cardíacas a los modernos marcapasos existe toda una tradición e implantación de prótesis.
Hoy en día es posible aplicar con éxito, en los procesos que intervienen en la regulación de los sistemas, modelos matemáticos que permiten simular fenómenos muy complejos en potentes ordenadores, con el control de un gran número de parámetros o con la repetición de su comportamiento.

## Historia y desarrollo
La biomecánica se estableció como disciplina reconocida y como área de investigación autónoma en la segunda mitad del siglo XX en gran parte gracias a los trabajos de Y. C. Fung cuyas investigaciones a lo largo de cuatro décadas marcaron en gran parte los temas de interés en cada momento de esta disciplina.

### Circulación sanguínea
Históricamente uno de los primeros problemas abordados por el enfoque biomecánico moderno, resultó de intento de aplicar las ecuaciones de Navier-Stokes a la comprensión del riego sanguíneo. Aunque usualmente se considera a la sangre como un fluido newtoniano incompresible, esta modelización falla cuando se considera el flujo sanguíneo en las arteriolas o capilares. A la escala de esas conducciones, los efectos del tamaño finito de las células sanguíneas o eritrocitos individuales son significativos, y la sangre no puede ser modelada como un medio continuo. Más concretamente, cuando el diámetro del vaso sanguíneo es ligeramente mayor que el diámetro del eritrocito, entonces aparece el efecto Fahraeus–Lindquist y existe una disminución en la tensión tangente al vaso. Así a medida que el diámetro del vaso sanguíneo disminuye, los glóbulos rojos tienen que aplastarse a lo largo del vaso y frecuentemente sólo pueden pasar de uno en uno. En este caso, se da un efecto Fahraeus–Lindquist inverso y la tensión tangencial del vaso se incrementa.

### Huesos

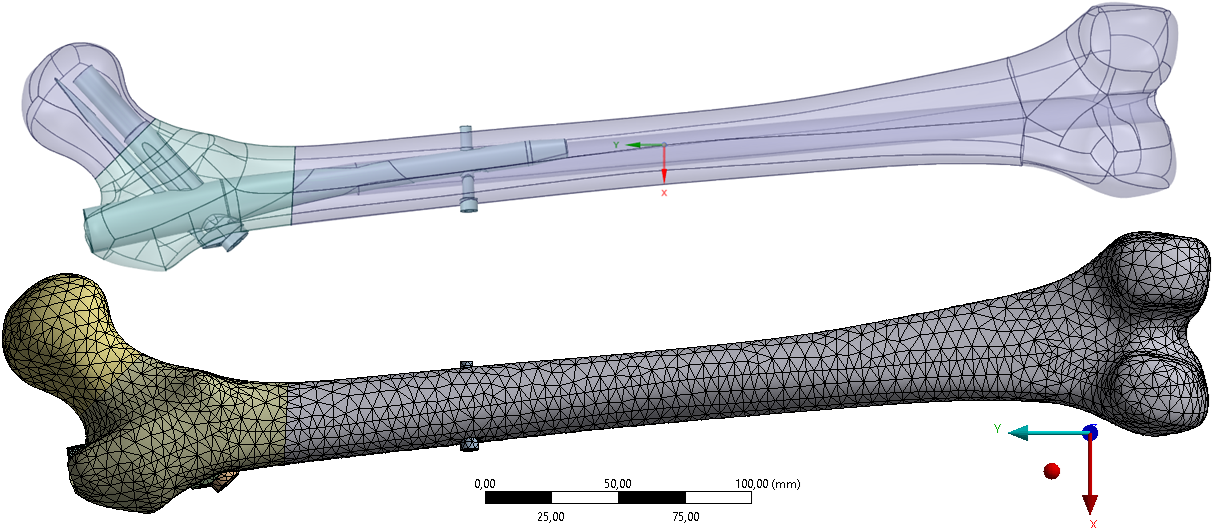
El estudio biomecánico de los huesos permite desarrollar prótesis de fijación, como es este caso de fractura de fémur.

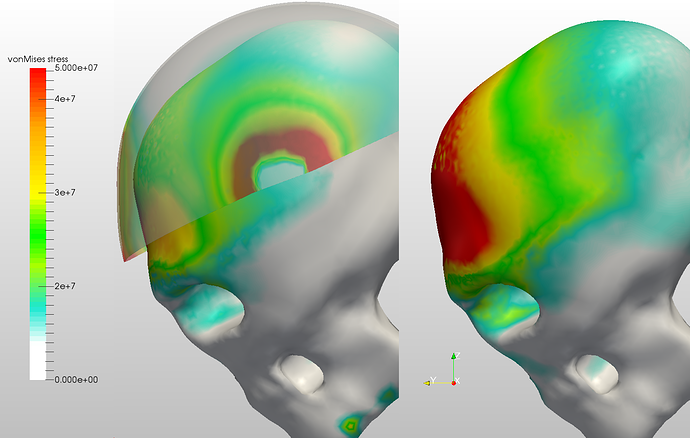
Estudio de la protección craneal usando o no un casco de protección.

Otro desarrollo importante de la biomecánica fue la búsqueda de ecuaciones constitutivas que modelaran adecuadamente las propiedades mecánicas de los huesos.
Mecánicamente los huesos son estructuras mecánicas anisótropas, más exactamente tienen propiedades diferentes en las direcciones longitudinales y transversales. Aunque sí son transversalmente isótropos, no son globalmente isótropos. Las relaciones de tensión-deformación en los huesos pueden ser modelizadas usando una generalización de la ley de Hooke, para materiales ortotrópicos:

{\displaystyle \sigma _{ij}=\sum _{k,l}C_{ijkl}\varepsilon _{kl}}

Donde {\displaystyle C_{ijmn}=C_{jimn}=C_{mnij}\,}, existiendo sólo cinco constantes independientes que son función de:
{\displaystyle E_{l},E_{t}\,}, los módulos de Young en dirección longitudinal y transversal.
{\displaystyle \nu _{tt},\nu _{tl}\,}, los dos coeficientes de Poisson.
{\displaystyle G_{t}\,}, el módulo de elasticidad transversal.

### Tejido muscular
Existen tres tipos de músculo:
- Músculo liso (no estriado): El estómago, el sistema vascular, y la mayor parte del tracto digestivo están formados por músculo liso. Este tipo de músculo se mueve involuntariamente.
- Músculo miocardíaco (estriado): Los cardiomiocitos son un tipo altamente especializado de célula. Estas células se contraen involuntariamente y están situadas en la pared del corazón, actúan conjuntamente para producir latido sincronizados.
- Músculo esquelético (estriado): Es un músculo que desarrolla un esfuerzo sostenido y generalmente voluntario. Un modelo ampliamente usado para este tipo de músculo, es la ecuación de Hill que puede simular adecudamente el tétanos:

{\displaystyle \left(v+b\right)(P+a)=b(P_{0}+a)\,}

Donde:
{\displaystyle P\,}, es la tensión o cargas del músculo.
{\displaystyle v\,}, la velocidad de contracción.
{\displaystyle P_{0}\,}, es la máxima carga o tensión que se puede producir en el músculo.
{\displaystyle a,b\,}, son dos constantes que caracterizan el músculo.
Esta ecuación puede describirse en términos de la tensión y la velocidad de deformación como:

{\displaystyle \left({\dot {\varepsilon }}+{\bar {b}}\right)(\sigma +{\bar {a}})={\bar {b}}(\sigma _{0}+{\bar {a}})\,}

### Tejidos blandos
Durante la década de 1970, varios investigadores que trabajaban en biomecánica iniciaron un programa de caracterización de las propiedades mecánicas de los tejidos blandos, buscando ecuaciones constitutivas fenomenológicas para su comportamiento mecánico.
Los primeros trabajos se concentraron en tejidos blandos como los tendones, los ligamentos y el cartílago son combinaciones de una matriz de proteínas y un fluido. En cada uno de estos tejidos el principal elemento importante es el colágeno, aunque la cantidad y la calidad del colágeno varía de acuerdo con la función que cada tejido realiza:
- La función de los tendones es conectar el músculo con el hueso y está sujeto a cargas de tracción. Los tendones deben ser fuertes para facilitar el movimiento del cuerpo, pero al mismo tiempo ser flexibles para prevenir el daño a los tejidos musculares.
- Los ligamentos conectan los huesos entre sí, y por tanto son más rígidos que los tendones.
- El cartílago, por otro lado, está solicitado primariamente con compresión y actúa como almohadillado en las articulaciones para distribuir las cargas entre los huesos. La capacidad resistente del cartílago en compresión se deriva principalmente del colágeno, como en tendones y ligamentos, aunque en este tejido el colágeno tiene una configuración anudada, soportada por uniones de cruce de glucosaminoglicanos que también permiten alojar agua para crear un tejido prácticamente incompresible capaz de soportar esfuerzos de compresión adecudadamente.

Más recientemente, se han desarrollado modelos biomecánicos para otros tejidos blandos como la piel y los órganos internos. Este interés ha sido promovido por la necesidad de realismo en la simulaciones de interés médico.

## Subdisciplinas

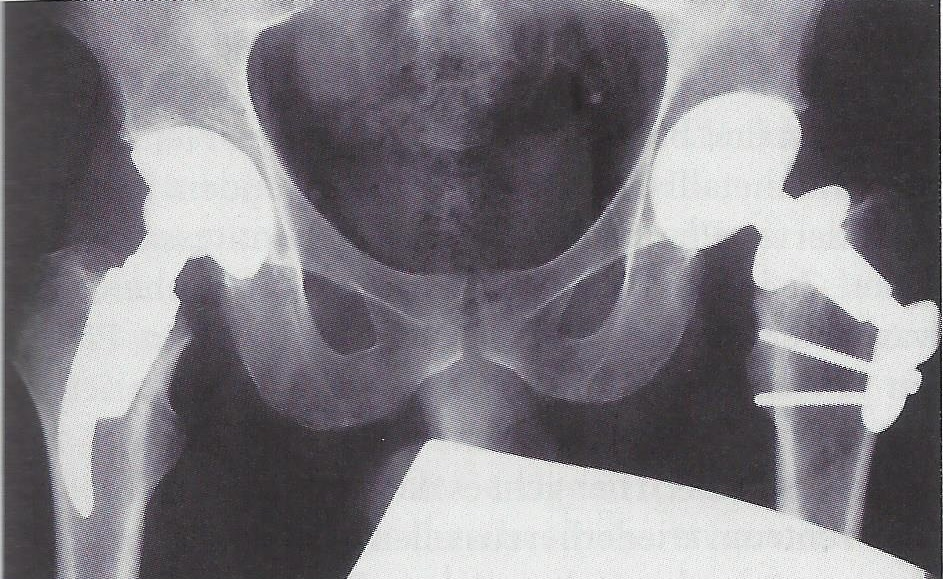
Prótesis de cadera.

La Biomecánica está presente en diversos ámbitos, aunque cinco de ellos son los más destacados en la actualidad:
- La biomecánica médica es el enfoque biomecánico que estudia las enfermedades del cuerpo humano, más específicamente, las patologías del sistema locomotor. Permite evaluar dificultades en la locomoción y movimiento y desarrollar soluciones.
- La biomecánica fisioterapéutica, evalúa las disfunciones del sistema musculoesquelético en el ser humano, para poder observar, evaluar, tratar o disminuir dichas disfunciones. Para realizar esta acción de una manera adecuada, la biomecánica fisioterapéutica aborda la Anatomía desde un punto de vista funcional, entiende el “por qué” y el “como”, es decir, como funciona la articulación, analiza funciones articulares como la estabilidad, la movilidad y la protección analizando el equilibrio que se da entre ellas, todo esto, siguiendo términos Anatómicos internacionales. La diferencia entre la biomecánica de la mecánica o mecánica industrial y la biomecánica fisioterapéutica es que esta es realmente móvil, esta “inscrita en el tiempo”. Cinesioterapia
- La biomecánica deportiva, analiza la práctica deportiva para mejorar su rendimiento, desarrollar técnicas de entrenamiento y diseñar complementos, materiales y equipamiento de altas prestaciones. El objetivo general de la investigación biomecánica deportiva es desarrollar una comprensión detallada de los deportes mecánicos específicos y sus variables de desempeño para mejorar el rendimiento y reducir la incidencia de lesiones. Esto se traduce en la investigación de las técnicas específicas del deporte, diseñar mejor el equipo deportivo, vestuario, y de identificar las prácticas que predisponen a una lesión. Dada la creciente complejidad de la formación y el desempeño en todos los niveles del deporte de competencia, no es de extrañar que los atletas y entrenadores estén recurriendo en la literatura de investigación sobre la biomecánica aspectos de su deporte para una ventaja competitiva.
- La biomecánica ocupacional, estudia la interacción del cuerpo humano con los elementos con que se relaciona en diversos ámbitos (en el trabajo, en casa, en la conducción de automóviles, en el manejo de herramientas, etc.) para adaptarlos a sus necesidades y capacidades. En este ámbito se relaciona con otra disciplina como es la ergonomía. Últimamente se ha hecho popular y se ha adoptado la Biomecánica ocupacional que proporciona las bases y las herramientas para reunir y evaluar los procesos biomecánicos en lo que se refiera a la actual evolución de las industrias, con énfasis en la mejora de la eficiencia general de trabajo y la prevención de lesiones relacionadas con el trabajo, esta está íntimamente relacionada con la ingeniería médica y de información de diversas fuentes y ofrece un tratamiento coherente de los principios que subyacen a la biomecánica bien diseñada y ergonomía de trabajo que es ciencia que se encarga de adaptar el cuerpo humano a las tareas y las herramientas de trabajo.
- La biomecánica del comportamiento resistente, aplica la mecánica de medios continuos para caracterizar el comportamiento micromecánico de los tejidos del cuerpo, desarrollar modelos constitutivos que permitan predecir tensiones y deformaciones a partir de fuerzas aplicadas. Una de las principales aplicaciones de los modelos constitutivos es la simulación numérica del comportamiento de los tejidos in silico, lo cual tiene muchas aplicaciones en el campo de la automoción y la seguridad de vehículos.
- La biomecánica forense, se ocupa de estudiar los mecanismos de lesión que se pueden producir en el cuerpo frente a choques, colisiones, actuación de esfuerzos de consideración. Aplica los conceptos biomecánicos con el fin de determinar mecanismos causales, y aclarar el modo en que se pudieron producir las lesiones.

## Subcampos

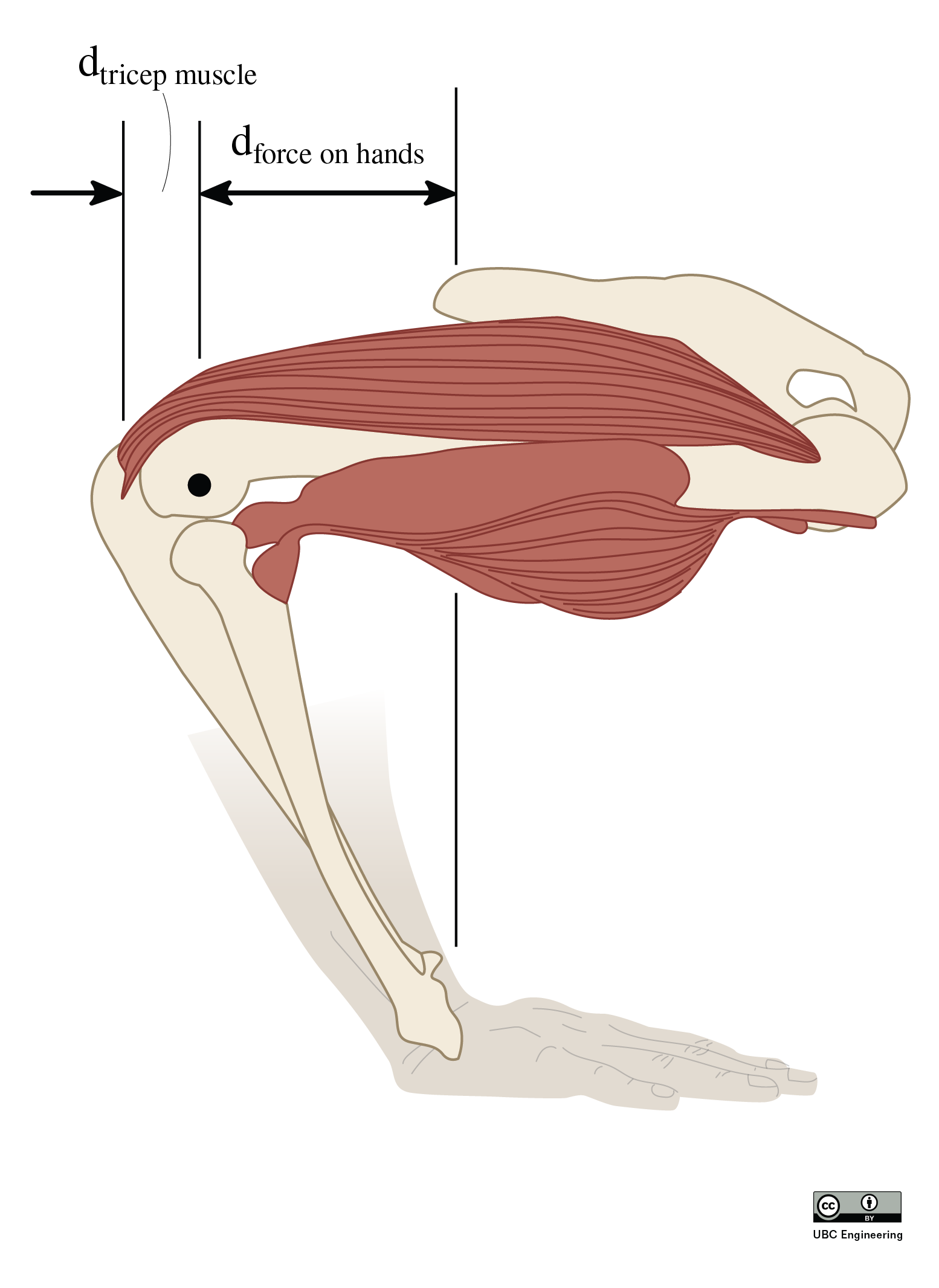
EStudio de la biomecánica de un brazo en flexión

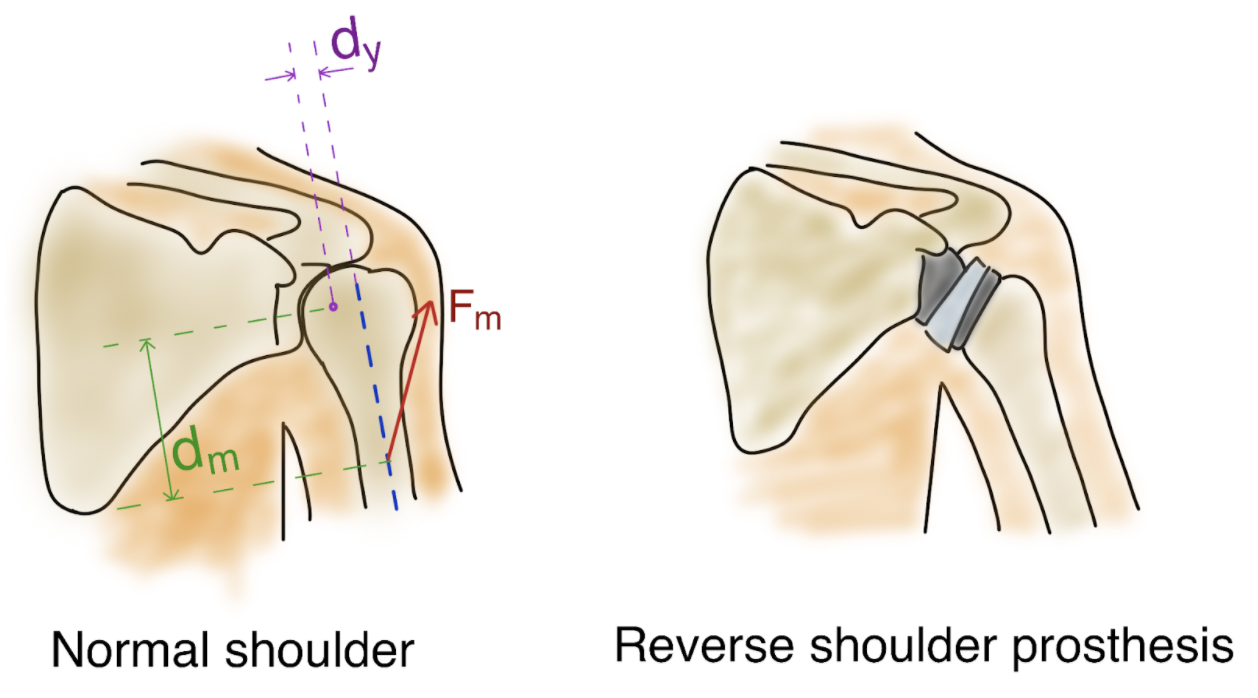
Estudio para la implantación de una prótesis de hombro (Húmero)

1. Kinesiología. El término kinesiología viene de la palabra griega Kinéin 'mover[se]'. La kinesiología, conocida también como la cinética humana, es el estudio científico del movimiento humano. Aborda los mecanismos fisiológicos, mecánicos y psicológicos. La aplicaciones de la kinesiología de la salud humana incluyen la biomecánica y ortopedia; fuerza y acondicionamiento; los métodos de rehabilitación, como son la terapia física y ocupacional; y el deporte y el ejercicio. El trabajo de las personas especializadas en kinesiología puede abarcar varios campos, como son, la investigación, la industria de la aptitud, ajustes clínicos y el entorno industrial. Esta ciencia, no debe confundirse con la Kinesiología aplicada, que es un método de diagnóstico quiropráctico.
2. Rehabilitación. La rehabilitación de la función motora y cognitiva suele implicar métodos de entrenamiento de vías neuronales ya existentes o formación de nuevas conexiones neuronales para recuperar o mejorar el funcionamiento neurocognitivo que se haya visto disminuido por alguna patología o traumatismo. Tres de los problemas neuropsicológicos con los que más frecuencia se aplica rehabilitación son el déficit de atención/hiperactividad (TDAH), conmoción cerebral y lesiones de la médula espinal. Fisioterapeutas, logopedas y terapeutas ocupacionales utilizan distintos métodos y ejercicios para funciones cerebrales específicas, por ejemplo, los ejercicios de coordinación ojo-mano pueden rehabilitar ciertos déficits motores, o ejercicios de planificación y organización, capaces de rehabilitar las funciones ejecutivas tras un golpe traumático en la cabeza o médula. Técnicas neurocognitivas, como la terapia de rehabilitación cognitiva, proporcionan la evaluación y tratamiento de trastornos cognitivos de una gran variedad de enfermedades cerebrales y otros daños que causan incapacidad persistente para muchos individuos. La rehabilitación se dirige a las funciones cognitivas como la atención, la memoria y la función ejecutiva.
3. Ergonomía. La búsqueda de factores humanos y de ergonomía es un campo multidisciplinario, con aportaciones de la psicología, la ingeniería, la biomecánica, diseño industrial, diseño gráfico, estadísticas, investigación y operaciones de la antropometría. Consiste en diseñar equipos y dispositivos que se ajusten al cuerpo humano y a sus capacidades cognitivas. Los términos "factores humanos" y "ergonomía" son sinónimos. La definición que da la Asociación Internacional de Ergonomía sobre la ergonomía o los factores humanos es:

La ergonomía (o factores humanos) es la disciplina científica que estudia las interacciones entre los seres humanos y otros elementos de un sistema. Utiliza teoría, principios, datos y métodos con el fin de diseñar, y  obtener así un bienestar general y un buen rendimiento humano.

 Su objetivo es conseguir un buen estado de salud, seguridad y productividad. Es relevante en el diseño de muebles, máquinas y equipos. El diseño ergonómico es necesario para prevenir lesiones por esfuerzos repetitivos y problemas musculoesqueléticos, los cuales se pueden desarrollar con el tiempo y pueden alcanzar la discapacidad a largo plazo. Los factores humanos o la ergonomía tiene que ver con la adaptación entre el usuario, el equipo y su entorno. Tiene en cuenta las capacidades y las limitaciones del usuario, con el fin de que pueda realizar las tareas o funciones. Para evaluar la adaptación entre la persona y la tecnología utilizada, los especialistas en ergonomía o factores humanos tienen en cuenta el trabajo o actividad que se está llevando a cabo, las demandas de los usuarios, el equipo utilizado (su tamaño, forma, y lo apropiado que es para la tarea), y la información utilizada (la forma en que se presenta, accede y cambia). La ergonomía se basa en muchas disciplinas que estudian a los seres humanos y a su medio ambiente, incluyendo la antropometría, biomecánica, ingeniería mecánica, ingeniería industrial, diseño industrial, diseño de la información, kinesiología, fisiología y psicología.

## Metodología
Muchos de los conocimientos generados por la biomecánica se basan en lo que se conoce como modelos biomecánicos. Estos modelos permiten realizar predicciones sobre el comportamiento, resistencia, fatiga y otros aspectos de diferentes partes del cuerpo cuando están sometidos a unas condiciones determinadas. Los estudios biomecánicos se sirven de distintas técnicas para lograr sus objetivos. Algunas de las más usuales son:
- Análisis de fotogrametría. Análisis de movimientos en 3D basado en tecnología de vídeo digital. Una vez procesadas las imágenes capturadas, la aplicación proporciona información acerca del movimiento tridimensional de las personas o de los objetos en el espacio.
- Análisis de comportamiento tensión-deformación directo. Este tipo de análisis se ocupa de determinar la "resistencia" de un material biológico ante la ejecución de una fuerza que actúa sobre este. Estas fuerzas, en sentido general, pueden ser de tipo compresivo o bien de tipo tracción y generarán en la estructura dos cambios fundamentales.
- Biomecánica computacional. Se refiere a las simulaciones computarizadas de sistemas biomecánicos, tanto para poner a prueba modelos teóricos y refinarlos, como para las aplicaciones técnicas.

### Cambios en la tensión
Nos referimos como tensión mecánica al esfuerzo interno por unidad de área que experimenta el material frente a la aplicación de la fuerza, cualquiera sea ésta y que corresponde a los fenómenos descritos por la Tercera Ley de Newton (Acción y Reacción). De acuerdo con este principio, la aplicación de un nivel determinado de deformación sobre un material flexible generará una tensión más pequeña que en otro material más rígido, que bajo la misma deformación experimentará una mayor tensión. La relación entre el esfuerzo aplicado y las deformaciones experimentadas, recibe el nombre de rigidez, y depende del tipo de esfuerzo que sea (de compresión, de flexión, torsional, etc.).

### Cambios en la forma
Cuando se somete a un objeto cualquiera a la aplicación de una fuerza, en algún momento experimentará una deformación observable. Para los objetos más bien elásticos, dicha deformación se alcanza con aplicaciones de fuerza de baja magnitud, mientras que los materiales rígidos requieren de aplicación de magnitudes de fuerza de mayor consideración. 
La gráfica asociada al estudio de este fenómeno se conoce con el nombre de Curva Tensión Deformación' de cuyo estudio es posible inferir el comportamiento del material.
Un punto aparte en esta consideración lo representan los materiales viscoelásticos. Dichos materiales se caracterizan por presentar un comportamiento diferente en el tiempo a pesar de que las condiciones de carga o deformación a las que se les somete permanezcan constantes. Esto quiere decir, por ejemplo, que si el material es sometido a una carga constante, la deformación del material inicialmente ocurre a una cierta velocidad y que con el paso del tiempo de carga mantenida, dicha deformación tiende a ser constante (no experimentar variaciones).

### Biomecánica computacional
La biomecánica computacional se refiere a la simulación mediante ordenadores de sistemas biomecánicos complejos. Usualmente se usan tanto modelos de sólidos para simular comportamientos cinemáticos, como modelos de elementos finitos para simular propiedades de deformación y resistencia de los tejidos y elementos biológicos. El tipo de análisis requerido en general es en régimen de grandes deformaciones, por lo que en general los modelos materiales usan relaciones no lineales entre tensiones y deformaciones.
Los tejidos blandos presentan comportamientos viscoelásticos: gran capacidad disipación de energía, histéresis, relajación de tensiones, precondicionado y "creep". Por lo que generalmente las ecuaciones constitutivas adecuadas para modelarlos son de tipo viscoelástico e involucran tanto a tensiones y deformaciones, como a velocidades de deformación. Algunos tejidos blandos incluso pueden ser precondicionados sometiéndolos a cargas cíclicas, hasta el punto que las curvas de tensión-deformación para los tramos de carga y descarga pueden llegar a prácticamente solaparse. El modelo más comúnmente usado para modelar la viscoelasticidad de los tejidos blandos es la teoría de la viscoelasticidad cuasilineal (QLV).

### Fotogrametría
Los estudios biomecánicos se sirven de distintas técnicas para lograr sus objetivos. Una de las más usuales es la fotogrametría, cuya implementación de laboratorio es habitualmente costosa y requiere de algunos requisitos.

## Frecuencia
Los fenómenos tal cual ocurren en nuestro entorno, están caracterizados porque tienen una determinada ocurrencia en el tiempo. Por ejemplo, la marcha normal de un sujeto es de aproximadamente un paso por segundo, de manera que la frecuencia de este fenómeno se sitúa alrededor de 1 Hz (un ciclo por segundo). Si el elemento que pretende caracterizar este fenómeno (normalmente una videocámara) filma al sujeto a una frecuencia menor, existirán partes del movimiento que no queden fielmente representadas en la filmación.

## Ruido
El traspaso o la conversión análogica-digital involucra la existencia de ruido proveniente de la multiplicidad de campos electromagnéticos en nuestro ambiente que pueden deteriorar o modificar las condiciones de la imagen que se obtiene.

## Sistema de coordenadas
El análisis del movimiento requiere de un sistema de coordenadas sobre las cuales poder establecer los cambios de posición (linear o angular) que experimenta el sujeto de estudio. Este sistema de coordenadas representa el espacio global en el que el sujeto se desplazará. El sujeto en sí, además debe estar provisto de algún tipo de marcador que caracterice el o los segmentos de estudio. Dichos marcadores pueden ser pasivos o activos y se transforman en un nuevo sistema de referencia: Sistema de Referencia Local.

## Relación entre tecnología y biomecánica
La tecnología biomecánica, a veces llamada bioingeniería, se refiere tanto a dispositivos artificiales fabricados a partir de los resultados encontrados a partir de la investigación biomecánica, como a los instrumentos y técnicas usados en la investigación y adquisición de nuevos conocimientos en el ámbito de la biomecánica.

### Órganos artificiales
Son dispositivos y tejidos creados para sustituir partes del organismo dañadas o que funcionan de forma incorrecta. El análisis de un órgano artificial, debe considerarse en la construcción de estos aspectos tales como materiales que requieren unas particulares características para poder ser implantados e incorporados al organismo vivo. Además de las características físicas y químicas de resistencia mecánica, se necesita fiabilidad, duración y compatibilidad en un ambiente biológico que siempre tiene una elevada agresividad.
El mayor problema que se plantea la construcción de una prótesis se refiere a la relación entre el biomaterial y el tejido vital en el que se inserta ya que es muy importante el control de las reacciones químicas de superficie y microestructura, el tejido crece y tiende a incorporar incluso a nivel de los poros de la rugosidad superficial, el material implantado.

### Prótesis

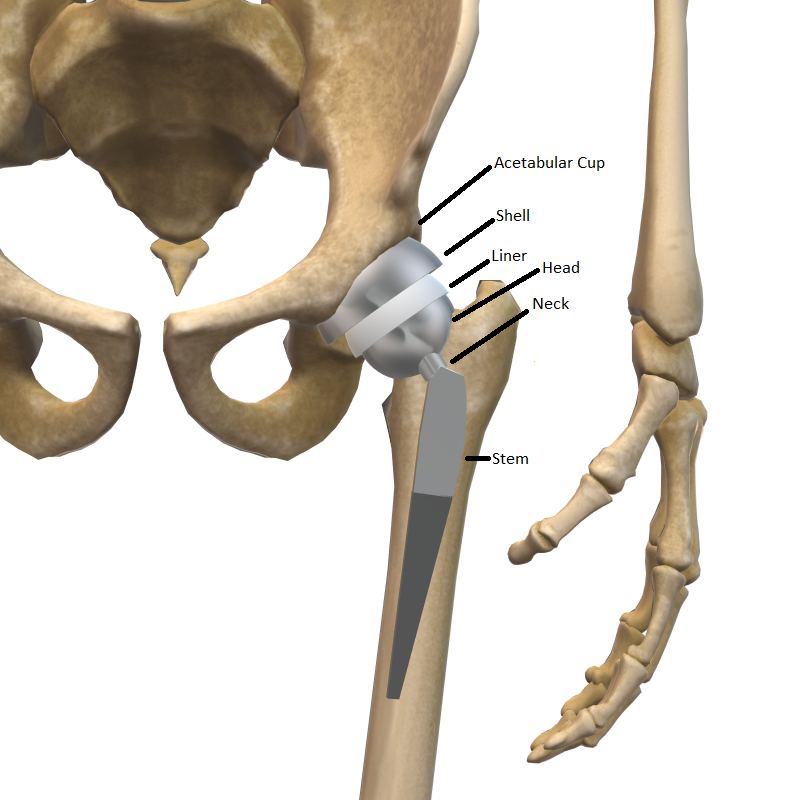
Prótesis de cadera

La sustitución de órganos por otros artificiales, constituye la frontera avanzada de la ingeniería biónica. Dejando aparte las prótesis ortopédicas cuyo empleo ha tenido un enorme desarrollo gracias a la aplicación de nuevos materiales y técnicas de cálculo, así como a los avances en las técnicas de implantación por lo que cada día es más amplia la gama de posibilidades de sustitución de órganos conocidos y menos conocido, lo cual resulta de gran ayuda para pacientes y médicos un ejemplo de esto es la fabricación de bombas de insulina para emplear en personas diabéticas.
- Electromiografía: análisis de la actividad eléctrica de los músculos.
- Plantillas instrumentadas: registro de las presiones ejercidas por el pie durante la marcha.
- Baropodometro electrónico: Pasillo instrumentado con sensores de presión que registran las presiones plantares durante diferentes gestos de locomoción (marcha, trote, carrera, etc.).
- Plataformas de fuerza: plataformas dinamométricas diseñadas para registrar y analizar las fuerzas de acción-reacción y momentos realizados por una persona durante la realización de una actividad determinada.

Estudia las propiedades mecánicas, cinéticas y cinemáticas de los organismos, tomando en cuenta sus características morfo-funcionales.

### Implantes
Un implante es un dispositivo médico fabricado para reemplazar una estructura biológica dañada o mejorar una estructura biológica existente. Los implantes médicos son fabricados por el hombre, en contraste con un trasplante. La superficie de estos, que contacta con el cuerpo es de un material biomédico, tal como el titanio, silicona o apatita.
En algunos casos, los implantes pueden ser electrónicos, por ejemplo, un marcapasos artificial y los implantes cocleares. Otros pueden ser bioactivos, como son los dispositivos de administración de fármacos por vía subcutánea.

### Sensores
Para intervenir sobre cualquier órgano, se requiere el control y la medición continua de la intensidad del fenómeno.
Los sensores que constituyen el primer elemento del sistema, son dispositivos que permiten detectar los fenómenos físicos, químicos y eléctricos, ofreciendo seriales de salida proporcionales a la intensidad de las entradas. Las señales de entrada de muy diversos tipos y convertidas en la mayoría de los casos en magnitudes eléctricas (ejemplo, variaciones de presión y variaciones de resistencia eléctrica ) corresponden a variaciones de temperatura, de deformación muscular en los esfuerzos, de presión venosa o arterial, etc.
Los sensores pueden ser electrodos directos capaces de captar las señales procedentes de actividades celulares, o pueden consistir en detectores de concentraciones de sustancias químicas.

### Estimuladores
Los estimuladores artificiales son utilizados para activar ciertos órganos o funciones que, aun estando sanos no funcionan como es debido a causa de lesiones del sistema nervioso central; según Claude Ville:
«Una función extremadamente delicada, es la que se lleva a cabo para estimular el músculo cardíaco a través de un aparato marca pasos, que permite regular los latidos cardíacos al proporcionar desde el exterior impulsos de corriente y que resulta vital en algunos casos de arritmias cardíacas».
El marca pasos consta de una batería, un generador y un modulador de impulsos eléctricos y un electrodo que transmite los impulsos al tejido cardíaco. Existen muy diversos tipos de marca pasos (en la actualidad se cuenta con más de 200 tipos diferentes) Los impulsos eléctricos generados por el aparato pueden ser se frecuencia fija, es decir producidos a una frecuencia predeterminada, sin ninguna relación con la actividad del corazón, pero en la actualidad se emplean más los marcapasos a demanda, o sea, mediante impulsos desencadenados cuando el propio aparato reconoce un fallo en el ritmo cardíaco normal.